# 15 Éxitos, Vol. 3
15 Éxitos, Vol. 3 es un álbum recopilatorio del grupo mexicano Los Caminantes, lanzado en 1987 por medio de Luna Records. Es el tercer de los tres volúmenes de una colección de grandes éxitos de su Corridos Al Estilo De Los Caminantes, Porque Tengo Tu Amor, Cada Día Mejor, y De Guanajuato... Para América! álbumes.

## Lista de canciones
| #  | Canción                        | Duración | Compositores                |
| -- | ------------------------------ | -------- | --------------------------- |
| 01 | "Amor Sin Palabras"            | 3:22     | Federico y Francisco Curiel |
| 02 | "Porque Tengo Tu Amor"         | 3:20     | Mario De Jesús Baéz         |
| 03 | "Tristes Recuerdos"            | 3:01     | Agustín y Brígido Ramírez   |
| 04 | "Una Noche"                    | 3:04     | Agustín Ramírez             |
| 05 | "Robaste Mi Amor"              | 3:02     | Horacio Ramírez             |
| 06 | "Volar, Volar"                 | 3:00     | Agustín Ramírez             |
| 07 | "Lloraremos Los Dos"           | 2:59     | Fernando Z. Maldonado       |
| 08 | "Porque"                       | 3:49     | Brígido Ramírez             |
| 09 | "Cuando Te Vuelva A Encontrar" | 3:07     | Horacio Ramírez             |
| 10 | "Dos Flores, Dos Amores"       | 3:24     | Agustín y Brígido Ramírez   |
| 11 | "Tu Mirada"                    | 2:58     | José Ángel Medina           |
| 12 | "Baila Mi Cumbia"              | 2:55     | Antonio Gallardo Molina     |
| 13 | "Quiero Que Sepas"             | 3:35     | Guillermo Mejía Llosas      |
| 14 | "Mi Última Parranda"           | 2:58     | Alfredo Langotia            |
| 15 | "La Muerte De La Mafia"        | 3:08     | Abel De Luna                |

- Datos: Q4550868